# Carduelis ankoberensis
Carduelis ankoberensis là một loài chim trong họ Fringillidae.